# 吉阳军
吉阳军是中国古代的一个军，位于现在的海南省。
北宋政和七年（公元1117年）改朱崖军置为吉阳军，治所在宁远县（今海南省三亚市西北），属广南西路。辖境相当今海南省三亚市、乐东黎族自治县、南中國海等地。绍兴中曾省入琼州。明朝洪武元年（1368年）改为崖州。